# Sørhøfjell
Sørhøfjell är ett berg i Antarktis. Det ligger i Östantarktis. Australien gör anspråk på området. Toppen på Sørhøfjell är 2 074 meter över havet.
Terrängen runt Sørhøfjell är kuperad norrut, men söderut är den platt. Trakten är obefolkad. Det finns inga samhällen i närheten.